# Dyspné
Dyspné, andnöd, är en obehaglig känsla av att inte kunna få luft, vilket kan leda till hyperventilation. 
Dyspné kan orsakas av hyperkapni (hög nivå av koldioxid i blodet) och är ett vanligt symptom vid en lång rad fysiska sjukdomar, framförallt hjärt- och lungsjukdomar, däribland lungödem och hjärtsvikt. Det kan även bero på panikångest (genom påslag av perifera nervsystemet) och ingå som symtom i somatoforma störningar (då tillståndet endast är upplevt). Det är ett vanligt symtom vid cancer, i synnerhet lungcancer, men även bröstcancer. Eftersom andningen står under kontroll av autonoma nervsystemet och endokrina systemet, kan även endokrina sjukdomar och nervsjukdomar ge dyspné som symtom.

## Några orsaker till dyspné
- KOL
- Astma
- Lungödem
- Lungemboli
- Pneumothorax
- Pneumoni
- Hjärtsvikt
- Panikångest
- Akromegali[3][4]
- Medicinering[5]

Mer ovanliga orsaker till dyspné inkluderar: en allvarlig allergisk reaktion (anafylaxi), idiopatisk lungfibros, pleural effusion samt diabetisk ketoacidos.
Det är fullt normalt att bli andfådd efter att ha ansträngt sig själv fysiskt, men när andnöden kommer plötsligt och oväntat är det ofta ett symptom på ett medicinskt tillstånd. Dyspné kan även uppstå hos till synes friska idrottare i samband med träning, och kan då vara kopplat till utmattning. Förutom problem relaterade till luftvägarna är järnbrist och anemi, smittsamma sjukdomar och muskuloskeletala tillstånd vanliga tillstånd hos idrottare som i slutändan kan leda till dyspné.